# Пурра, Риикка
Риикка Пурра (фин. Riikka Purra; род. 13 июня 1977, Пирккала, Хяме) — финский политический и государственный деятель. Председатель партии «Истинные финны» с 14 августа 2021 года.  Заместитель премьер-министра и министр финансов Финляндии с 20 июня 2023 года. Депутат эдускунты (парламента Финляндии) с 2019 года. Член городского совета Киркконумми с 2017 года. Член правления Аналитического центра Истинных финнов Suomen Perusta («Фундамент Финляндии»).

## Биография
Родилась 13 июня 1977 года в Пирккала.
Окончила Университет Турку. Получила степень магистра общественно-политических наук.
По результатам парламентских выборов 2019 года избрана депутатом эдускунты от избирательного округа Уусимаа.  На парламентских выборах 2 апреля 2023 года набрала наибольшее количество голосов — 42 589 голосов и была переизбрана в том же округе.
Являлась первым заместителем председателя партии. Председатель «Истинных финнов» Юсси Халла-ахо в конце июня 2021 года заявил о своём уходе. 14 августа на съезде партии в Сейняйоки Риикка Пурра избрана новым председателем партии. Получила 774 из 1302 голосов. Её конкуренты получили: Сакари Пуйсто — 252 голоса,  Осси Тиихонен (Ossi Tiihonen) — 181 голос и Кристиина Илмаринен (Kristiina Ilmarinen) — 7 голосов.
20 июня 2023 года назначена заместителем премьер-министра и министром финансов Финляндии в коалиционном правительстве под руководством премьер-министра Петтери Орпо.